# Northeast Corridor
Northeast Corridor (NEC, z ang. Korytarz Północno-wschodni) – najintensywniej użytkowana linia kolejowa w USA.
Northeast Corridor jest w pełni zelektryfikowaną linią należącą w większości do firmy Amtrak, łączącą silnie zurbanizowane obszary Waszyngtonu, Baltimore, Wilmington, Filadelfii, Trenton, Newark, Nowego Jorku, New Haven, Providence i Bostonu. Odnogi linii docierają m.in. do Harrisburga w Pensylwanii, Hartford w Connecticut i Massachusetts. Centralnym węzłem przesiadkowym jest nowojorska Pennsylvania Station, najruchliwszy dworzec USA.
Po linii jeżdżą jedyne w USA pociągi dużych prędkości Acela Express, a także konwencjonalne składy Amtraku, oraz lokalne MARC, SEPTA, NJ Transit, Shore Line East i MBTA oraz przewoźnicy towarowi.